# Régny
Régny település Franciaországban, Loire megyében. Lakosainak száma 1447 fő (2022. január 1.). Régny Montagny, Lay, Neaux, Pradines, Amplepuis, Saint-Symphorien-de-Lay és Saint-Victor-sur-Rhins községekkel határos.

## Népesség
A település népessége az elmúlt években az alábbi módon változott:
| Lakosok száma | 2414 | 2041 | 1805 | 1530 | 1572 | 1543 | 1525 | 1512 | 1490 | 1447 |
|               | 1968 | 1982 | 1990 | 2006 | 2013 | 2015 | 2017 | 2019 | 2020 | 2022 |